# 陳良謨 (正德進士)
陳良謨（1482年—1572年），字忠夫，號楝塘，浙江湖州府安吉縣人，明朝政治人物。正德丁丑進士，嘉靖時累官貴州右參政。著有《天目山房存稿》等。

## 生平
正德五年（1510年）庚午科浙江鄉試第四十六名舉人，正德十二年（1517年）中式丁丑科會試第一百六十五名，三甲第一百三名進士。通政司觀政，嘉靖四年（1525年）授工部主事，改刑部主事，調南京禮部祠祭司主事，遷南京兵部車駕司員外郎，升南京刑部郎中，改南京禮部儀制司郎中，十一年（1532年）二月升湖廣布政使司右參議，升福建按察司副使，十六年（1537年）十二月升貴州布政使司右參政，以道遠多瘴，乞致仕，時年五十七。卒年九十一。

## 著作
著有《天目山房存稿》數十巻、《山房摘稿》、《和陶小稿》、《見聞紀訓》、《弦韋纂要》、《族譜》藏於家。

## 家族
曾祖陳桐；祖父陳瓊；父陳滿，母都氏（旌表節婦）。慈侍下。子陳敬則、陳孝則。